# Pevnost poznání
Pevnost poznání  je science centrum nacházející se v areálu Korunní pevnůstky v Olomouci. Jedná se o muzeum s interaktivními exponáty s cílem popularizace vědy. Zároveň je návštěvnickým centrem Univerzity Palackého v Olomouci, což z ní činí jedinou českou univerzitu s vlastním zařízením tohoto typu.[zdroj⁠?!] Otevřena byla 17. dubna 2015 v rámci festivalu AFO a od svého založení je členem České asociace science center.
Dne 1. prosince 2018 zde proběhl 10. ročník české Wikikonference.

## Historie
V průběhu 20. století původní dělostřelecký sklad chátral a v 90. letech areál získalo město Olomouc. Město následně převedlo do majetku Univerzity Palackého, která jí v roce 2015 zrekonstruovala na Pevnost poznání. Celkově rekonstrukce probíhala 3 roky a stála přibližně 150 milionů korun.[zdroj?]
Budova pochází z poloviny 19. století, kdy byla vybudována jako vojenský sklad. Jejímu historickému účelu odpovídá i prostá architektura⁠. Konstrukci této památkově chráněné stavby tvoří dřevěný skelet s dvoupodlažním obvodovým nosným zdivem a dvoupodlažním podkrovím v sedlové střeše. Původně budova neobsahovala schodiště a k překonání výškových rozdílů pater sloužily rampy, které byly zachovány i po rozsáhlé rekonstrukci. Autory současné podoby jsou Stašek Žerava a Miroslav Procházka.

## Expozice
V rámci stálého programu se v Pevnosti poznání nacházejí čtyři tematicky zaměřené expozice, a to Do historie!, Živá voda, Rozum v hrsti a Světlo a tma. V expozicích se nachází kolem dvou set interaktivních exponátů.
Mimo čtyř hlavních expozic je zde také digitální planetárium. O víkendu jsou otevřeny také vědecké dílny.
Součástí Pevnosti poznání jsou animátoři převážně z řad studentů Univerzity Palackého, kteří se také aktivně podílí na tvorbě exponátů, vzdělávacích programů a dalších aktivit. V zájmu rozvoje byl v Pevnosti poznání vytvořen motivační program Fort Science Academy, který zajišťuje finanční i metodickou podporu pro nově vznikající projekty.

### Do historie!
Expozice je umístěna v přízemí a zaměřuje se na dějiny Olomouce a samotné Korunní pevnůstky. Exponáty tak odkazují převážně na období vlády Marie Terezie, během které se pevnost budovala. Mezi hlavní exponáty patří velký model děla či model Terezské brány.
V červnu 2023 započalo rozšiřování expozice o nové exponáty a kavárnu.

### Živá voda
Jedná se o největší expozici v Pevnosti poznání, která je zaměřena na biologii a geografii. Ústředními tématy jsou voda, krajina a živočichové a rostliny v ní žijící. Součástí expozice je i řada živých exemplářů jako užovka stromová, ještěrka perlová, axolotl mexický či chameleon jemenský. Mezi významné exponáty patří velké průchozí koryto řeky či robota Genetix Q-bot, který původně sloužil k sekvenování DNA pšenice.

### Rozum v hrsti
Expozice je zaměřena na matematiku, fyziku a fyziologii člověka. Součástí expozice jsou 3D tiskárny a gyroskopk vyzkoušení. Zadní část expozice je prostřednictvím velkých modelů věnována fyziologii člověka.

### Světlo a tma
Poslední expozice se nachází v podkroví budovy a zaměřuje se na optiku a astronomii.
V expozici se nacházejí celkem 3 různá planetária. Jednak je zde planetárium hmatové, kde mohou návštěvníci prozkoumávat noční oblohu po hmatu. Dále je pro návštěvníky k dispozici malé planetárium s krátkými ukázkami filmů, které jsou k dispozici v hlavním digitálním planetáriu.

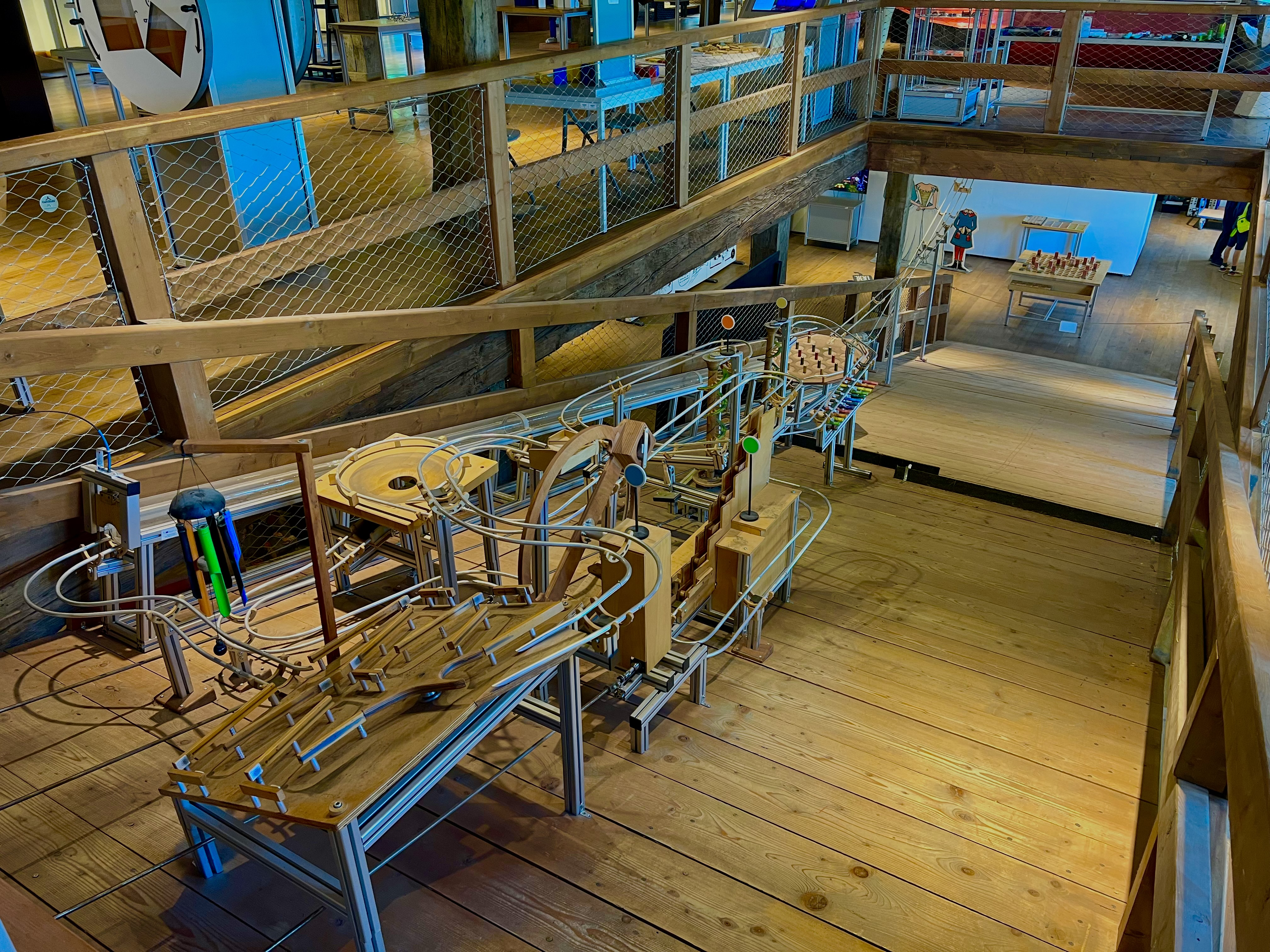
Kuličková dráha je příkladem současného využití historické rampy mezi podlažími
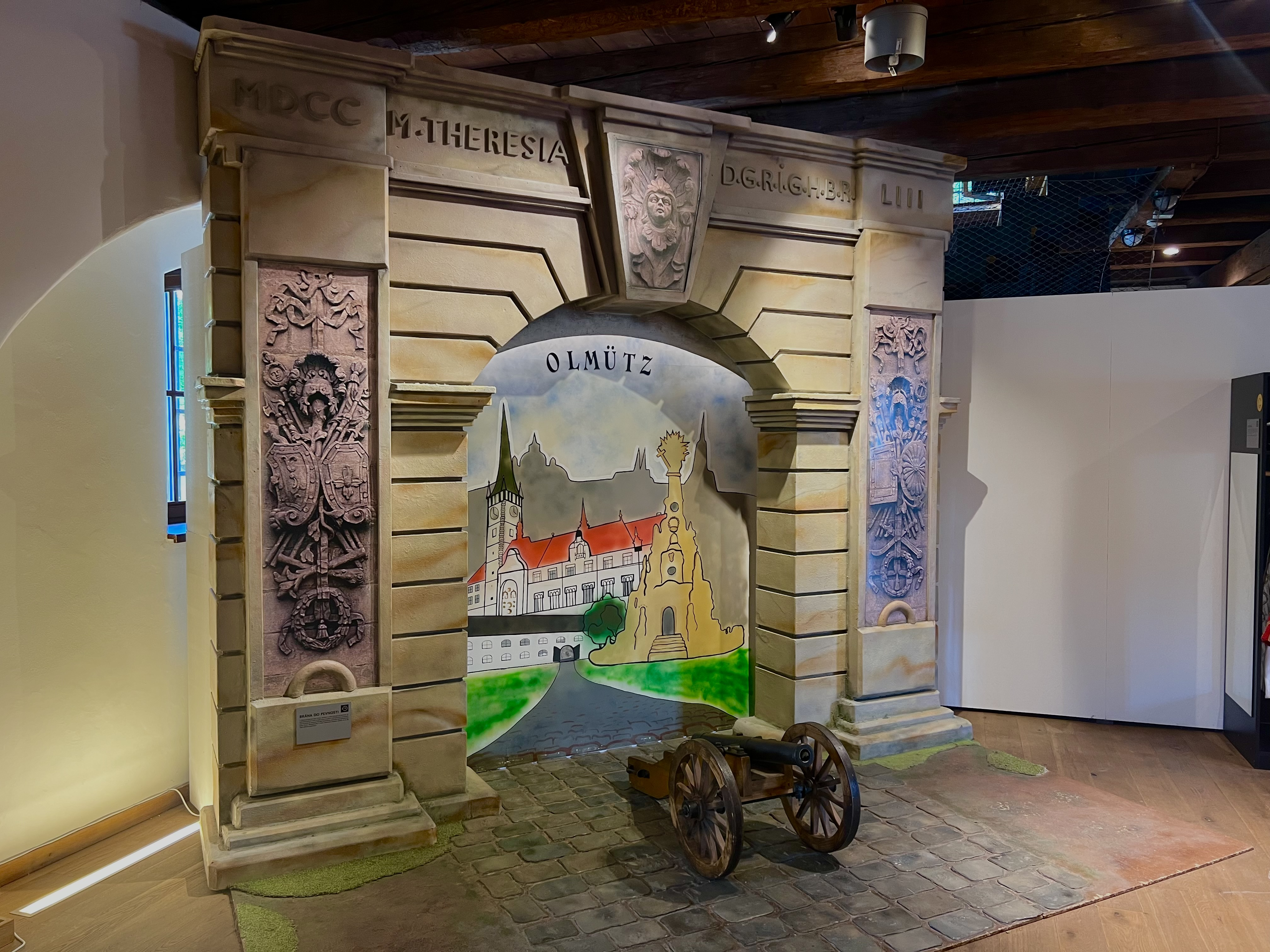
Model Terezské brány (Do historie!)
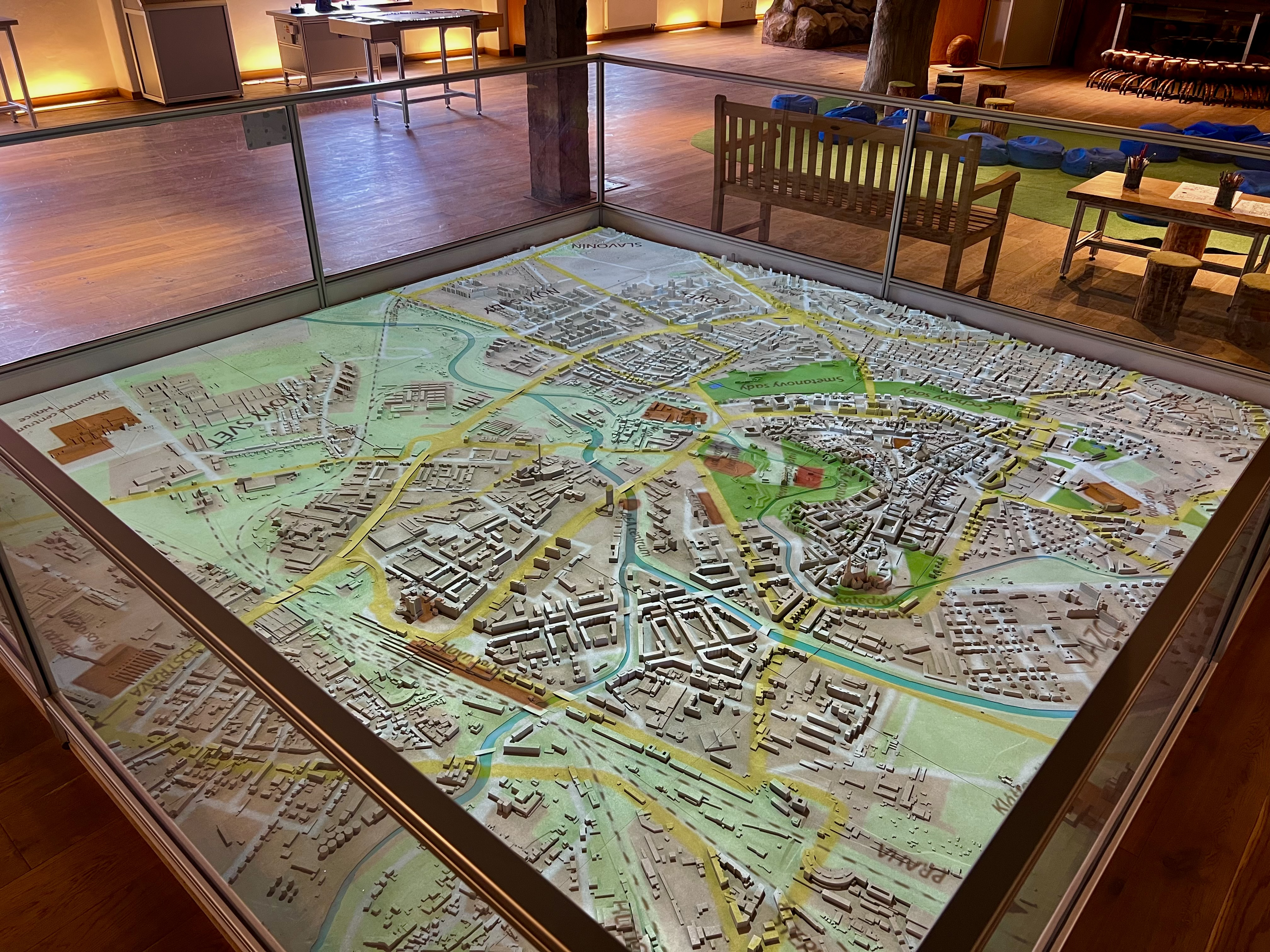
Zátopový model Olomouce (Živá voda)
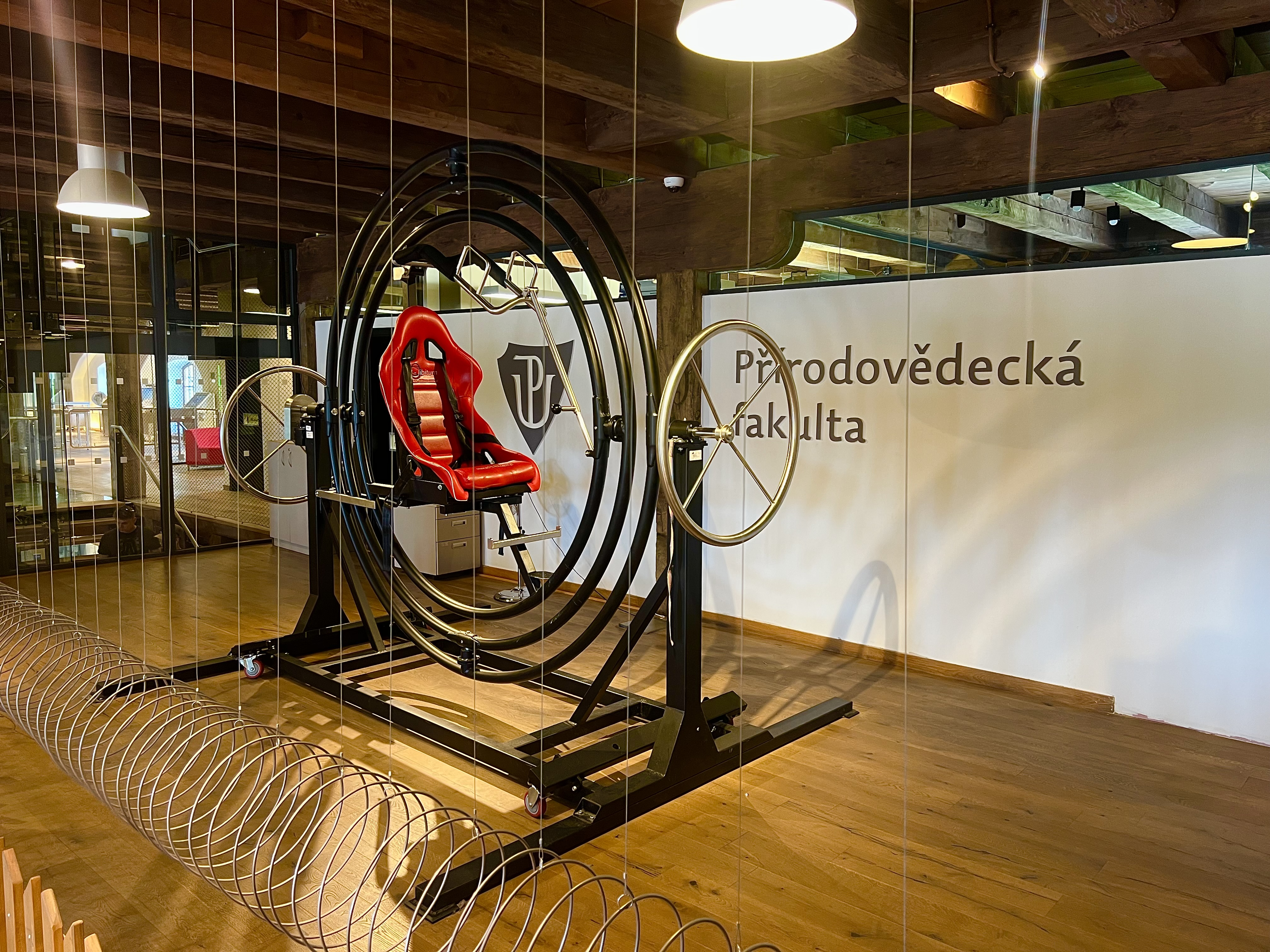
Gyroskop dokáže simulovat přetížení až 3G (Rozum v hrsti)
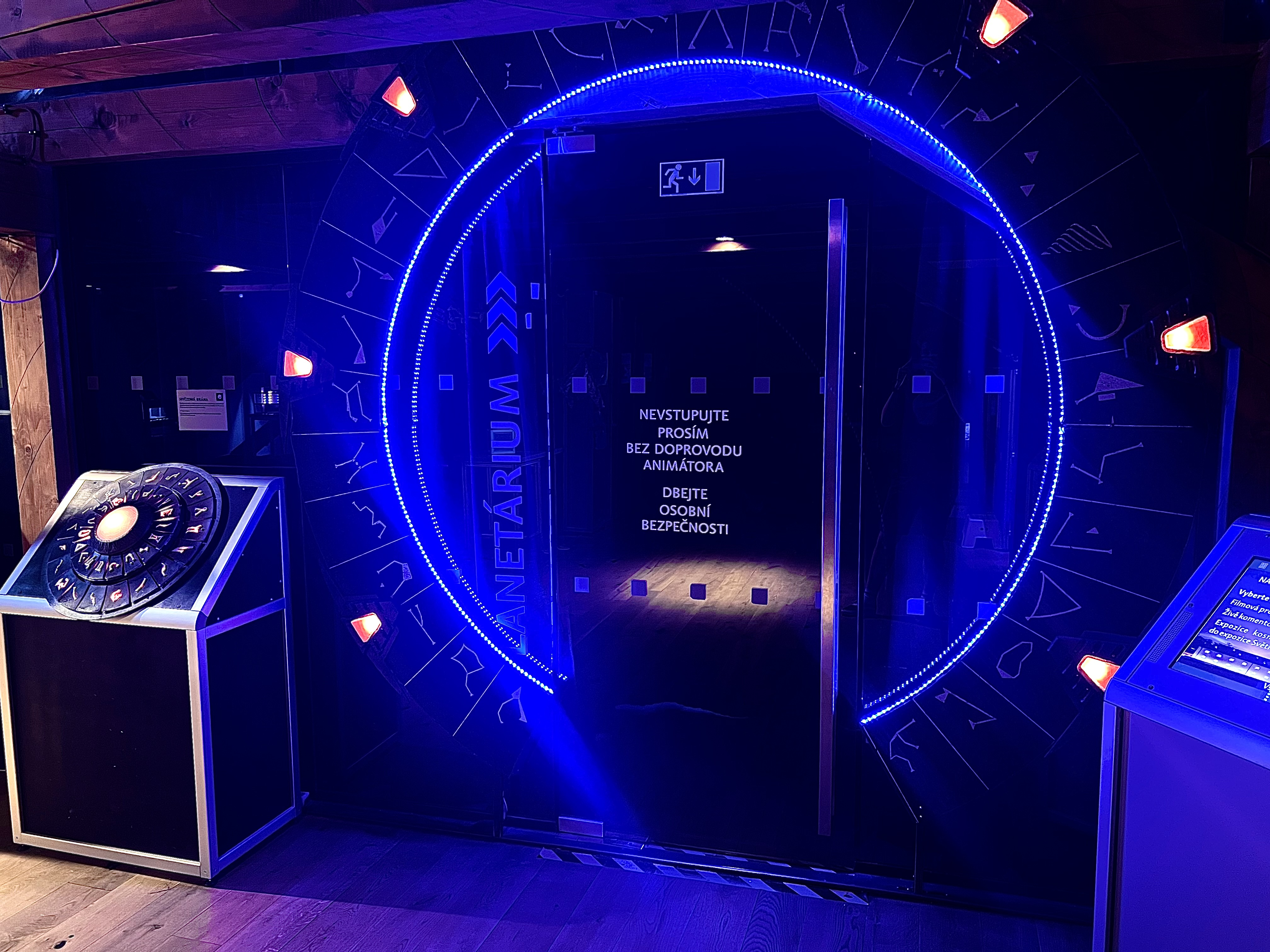
Model Hvězdné brány slouží jako vstup do digitálního planetária
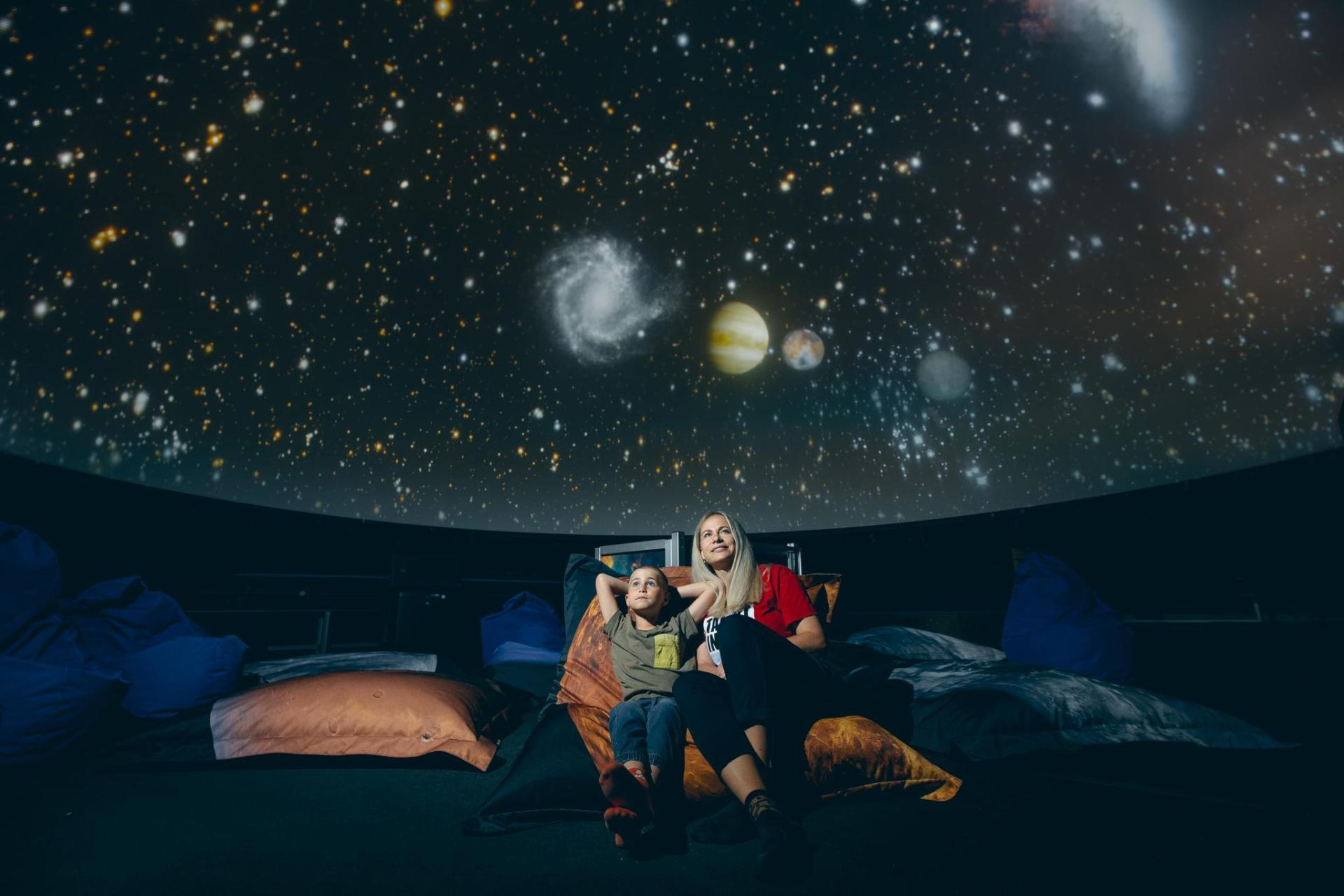
Planetárium

## Volnočasové aktivity
Pevnost poznání nabízí také řadu volnočasových aktivit. Přes letní prázdniny pořádá příměstské tábory, během školního roku pak vědecké kroužky a dětskou univerzitu.